# 커대서양나무쥐
커대서양나무쥐 또는 무젠대서양나무쥐(Phyllomys kerri)는 가시쥐과에 속하는 남아메리카 설치류의 일종이다. 브라질 상파울루주 우바투바의 토착종으로 상파울루주 북부 해안가 숲에서만 발견된다..